# Loris Pimazzoni
Loris Pimazzoni (6 luglio 1956 – Verona, 30 marzo 2019) è stato un maratoneta italiano.

## Biografia
Nel 1983 fu campione italiano dei 10000 metri, con il tempo di 29'20". Nel 1985 fu invece campione italiano di maratonina, che in quella stagione si corse sulla distanza dei 25 km.
Nel 1985, in squadra con Gelindo Bordin, Osvaldo Faustini ed Aldo Fantoni, vinse la medaglia di bronzo a squadre nella Coppa Europa di maratona, tenutasi a Roma; nell'occasione, chiuse la gara con un piazzamento individuale in quattordicesima posizione, riportando un tempo di 2h16'38". Nello stesso anno si piazzò inoltre in seconda posizione alla Maratona di Parigi.
Nel 1987 partecipò alla Coppa del mondo di maratona a Seul, piazzandosi al quarantesimo posto nella maratona con il tempo di 2h17'12" e vincendo la medaglia d'oro a squadre. Nel 1988 si piazza in seconda posizione alla Maratona di Roma.

## Campionati nazionali
1978
- 14º ai campionati italiani assoluti, 5000 m piani - 14'21"5

1979
- 18º ai campionati italiani assoluti, 5000 m piani - 14'30"4

1980
- 11º ai campionati italiani assoluti indoor, 3000 m piani - 8'17"0

1981
- 11º ai campionati italiani di maratonina, 30 km - 1h39'35"
- 7º ai campionati italiani assoluti, 10000 m piani - 29'19"59

1982
- 4º ai campionati italiani di maratonina, 30 km - 1h34'33"

1983
- Oro ai campionati italiani assoluti, 10000 m - 29'20"25

1984
- 11º ai campionati italiani di corsa campestre - 34'50"

1985
- Oro ai campionati italiani di maratonina, 25 km - 1h15'31"
- 5º ai campionati italiani assoluti, 10000 m piani - 29'03"95
- 19º ai campionati italiani di corsa campestre

1987
- 18º ai campionati italiani di maratonina - 1h07'33"

1988
- Argento ai campionati italiani di maratonina - 1h04'22"

1989
- Bronzo ai campionati italiani di maratonina - 1h04'03£

## Altre competizioni internazionali
1979
- 8º alla Maratona d'Inverno ( Monza) - 2h26'21"

1980
- Argento alla Corrida San Geminiano ( Modena) - 36'13"
- 18º al Cross di Volpiano ( Volpiano) - 33'38"

1981
- Argento alla Corrida San Geminiano ( Modena) - 36'24"
- Argento alla Pasqua dell'Atleta ( Milano) - 29'24"
- 5º al Gran Premio Podistico Città di Ferrara ( Ferrara) - 36'58"

1983
- Oro al Gran Premio Villa Lucci ( Leonessa) - 53'20"
- 8º al Giro al Sas ( Trento) - 37'42"

1984
- Oro alla Maratona di Pieve di Cento ( Pieve di Cento) - 2h19'10"
- Oro alla Corrida San Geminiano ( Modena) - 38'09"
- Oro alla Montefortiana Turà (] Monteforte d'Alpone) - 30'05"
- Argento al Gran Premio Podistico Città di Ferrara ( Ferrara) - 37'04"
- Argento al Giro di Bisceglie ( Bisceglie) - 30'00"
- Argento al Cross della Vittoria ( Vittorio Veneto)
- 5º alla Mezza maratona di Brescia ( Brescia) - 1h05'01"
- 5º al Gran Premio Villa Lucci ( Leonessa) - 55'26"
- 8º alla Amatrice-Configno ( Configno) - 24'55"

1985
- Argento alla Maratona di Parigi ( Parigi) - 2h16'13"
- Oro alla Corrida San Geminiano ( Modena) - 38'56"
- Oro alla Montefortiana Turà (] Monteforte d'Alpone) - 31'26"
- Oro al Gran Premio Villa Lucci ( Leonessa) - 53'46"
- Bronzo al GP Festa Unità ( Ferrara) - 45'52"

1986
- 10º alla Maratona di Fukuoka ( Fukuoka) - 2h13'10"
- Oro alla Roma-Ostia ( Roma) - 1h34'13"
- Oro alla Montefortiana Turà (] Monteforte d'Alpone) - 30'58"
- Oro alla Vivicittà Firenze ( Firenze) - 35'49"
- 10º alla Maratona di Fukuoka ( Fukuoka) - 2h13'10"
- 7º alla Stramilano ( Milano) - 1h'03'29"
- Bronzo al Giro dei Gessi ( Cesena) - 48'24"
- 5º alla Corsa di Santo Stefano ( Bologna) - 24'08"

1987
- 13º alla Roma-Ostia ( Roma) - 1h04'43"
- 4º alla Montefortiana Turà (] Monteforte d'Alpone) - 30'41"
- 8º alla Corsa di Santo Stefano ( Bologna) - 24'11"

1988
- Argento alla Maratona di Roma ( Roma) - 2h114'38"
- Oro alla Mezza maratona Città di Carpi ( Carpi) - 1h03'03"
- Oro alla Mezza maratona di Monza ( Monza) - 1h03'37"
- 10º alla Stramilano ( Milano) - 1h05'43"
- 23º alla Cinque Mulini ( San Vittore Olona) - 34'39"
- 4º alla Mezza maratona Città di Mantova ( Mantova) - 1h05'35"
- Argento al Giro dei Gessi ( Cesena) - 47'54"
- Bronzo alla Podistica Spilambertese ( Spilamberto) - 32'26"
- 4º alla Corrida San Geminiano ( Modena) - 39'27"
- 5º alla Montefortiana Turà (] Monteforte d'Alpone) - 29'55"

1989
- Argento alla Mezza maratona Città di Mantova ( Mantova) - 1h05'29"
- Bronzo alla Mezza maratona del Garda ( Gargnano) - 1h06'51"
- 7º alla Stramilano ( Milano) - 1h03'36"
- 6º alla Mezza maratona di Pistoia ( Pistoia) - 1h04'27"
- 7º al Giro Media Blenio ( Dongio)
- Oro alla Vivicittà Genova ( Genova) - 36'51"
- 9º alla Dieci miglia del Garda ( Navazzo) - 49'30"
- 6º al Trofeo Crotti ( Modena) - 29'13"
- 7º alla Podistica Spilambertese ( Spilamberto) - 33'19"

1991
- 8º alla Mezza maratona del Garda ( Gargnano) - 1h04'27"